# Cardinale
Cardinale is een gemeente in de Italiaanse provincie Catanzaro (regio Calabrië) en telt 2611 inwoners (31-12-2004). De oppervlakte bedraagt 31,2 km², de bevolkingsdichtheid is 84 inwoners per km².
De volgende frazioni maken deel uit van de gemeente: Novalba.

## Demografie
Cardinale telt ongeveer 1004 huishoudens. Het aantal inwoners daalde in de periode 1991-2001 met 22,7% volgens cijfers uit de tienjaarlijkse volkstellingen van ISTAT.
| Jaar | Inwoneraantal |
| ---- | ------------- |
| 1991 | 3382          |
| 2001 | 2613          |

## Geografie
De gemeente ligt op ongeveer 560 meter boven zeeniveau.
Cardinale grenst aan de volgende gemeenten: Argusto, Brognaturo (VV), Chiaravalle Centrale, Davoli, Gagliato, San Sostene, Satriano, Simbario (VV), Torre di Ruggiero.